# 핀란드의 국장

핀란드의 국장

핀란드의 국장은 1580년에 처음 제정되었으며, 현재의 국장은 1978년에 제정되었다. 빨간색 방패에는 금색 왕관을 쓴 사자가 무장을 하고 굽은 칼을 밟은 채로 칼을 휘두르고 있으며, 사자 문양 주변에는 아홉 개의 장미가 장식되어 있다.

## 같이 보기
- 핀란드의 국기
- 국장 목록